# 虫姫ぱい
『虫姫ぱい』（むしひめぱい）はケイブの携帯電話サイト「ゲーセン横丁」にて配信されている携帯電話アプリゲーム。『虫姫たま』のキャラクターを使った絵合わせジャンゲーム。麻雀っぽいが、ポンジャン（ドンジャラ）に近い。リーチ時やゲーム終了時などにはキャラクターがしゃべり、アニメーションする。

## ゲームルール
プレイヤーはレコ姫となってゲンゴやテント、ガッタなど虫姫さまに登場するキャラクターと麻雀っぽいゲームを打つ。
ゲームスタートすると牌がそれぞれ8枚ずつ配られ、牌を1枚引いて、不要な牌を1枚ずつ捨てていく。同じ牌を3枚ずつ揃えるのが目的（上がり）。あと1枚で上がれる時は上にキーを入れ「リーチ」を宣言する。リーチを宣言してからでないと上がることは出来ない。リーチを宣言すると、自分の引いた牌（ツモ）だけでなく、他人が捨てた牌を拾って上がることもできる（ロン）。
誰かがアガるか、牌がなくなるとステージ終了。アガった場合はそれに応じて点数が上下する。ロンの場合は振り込んだ人のみアガった人に点数を払う。ツモった場合は点数を全員から貰うため、ロンの3倍の点数が入る。こうして4ステージ終了時の順位を競う。

## 牌
牌にはレコ姫などの絵柄が描かれている。牌は全部で11種類。「点数」はアガった際に1組につき入る点数。例えば20点のレコ姫の牌を1組（3枚）揃えていれば20点が入る。
20点
- レコ姫（20点）- 紫色の髪をした女の子。
- アキ（20点） - 白い髪をした少年。

10点
- レヴィ=センス（10点） - 水色の丸い絵柄。
- キンイロ（10点） - 金色の虫。

5点
- ちびレコ（5点） - 紫色の髪をした小さな女の子。
- キンイロカブタン（5点） - 黄色のカブト虫。甲獣。

1点
- カブタン（1点） - 水色のカブト虫。甲獣。
- バタタ（1点） - 緑色のバッタ。甲獣。
- ガッタ（1点） - 赤いクワガタ虫。甲獣。
- ゾー（1点） - 白い虫。甲獣。

オールマイティー
- ハート（ALL） - どんな牌の代わりにもなるオールマイティーな牌。

## 役
揃った役が以下のいずれかの「役」になっている場合は牌の点数に加えさらに点数が入る。
新しき王（200点）
レコ姫、アキ、レヴィ=センスを1組（3枚）ずつ揃える。
また逢えたね（200点）
レコ姫、アキ、キンイロを1組ずつ揃える。
レコがゆくよー（200点）
レコ姫、キンイロ、レヴィ=センスを1組ずつ揃える。
ニンゲン達（200点）
レコ姫、アキ、ちびレコを1組ずつ揃える。
「虫姫たま」遊んでね（100点）
アキ以外の牌を1枚ずつ揃える。
甲獣トリオ（100点）
甲獣（カブタン、ガッタ、ゾー、バタタ）のパイを3組集める。
シンジュが森（100点）
甲獣（カブタン、ガッタ、ゾー、バタタのいずれか）のセットを2組とアキを1組揃える。
もう安心だよ（100点）
甲獣のセット2組とレコ姫を1組揃える。
カブタンズ（30点）
キンイロカブタンとカブタンを1組ずつ揃える。
ちっちゃい頃（30点）
ちびレコ、キンイロカブタンを1組ずつ揃える。
Triple20
20点の牌（レコかアキ）を3組揃える。
Triple10
10点の牌（レヴィ=センスかキンイロ）を3組揃える。
Triple5
5点の牌（ちびレコかキンイロカブタン）を3組揃える。